# 圣乔治主教座堂 (利沃夫)
圣乔治主教座堂（烏克蘭語：Собор святого Юра，Sobor sviatoho Yura）是一座巴洛克-洛可可式样的主教座堂，位于乌克兰西部城市利沃夫一座俯瞰城市的圣乔治山上。目前的教堂兴建于1746-1762年，是这一地点的第三座教堂，最早的木结构教堂始建于约1280年，被波兰国王Casimir三世毁于1340年。随后兴建了一座拜占庭式的东正教堂。1700年，利沃夫教区与罗马教宗联合。圣乔治主教座堂在19世纪和20世纪曾是乌克兰希臘禮天主教会的总部，在乌克兰宗教和文化中占有突出的位置。 
二战以后，东仪天主教会遭到苏联镇压，总主教被捕，剩下的教会领袖被迫脱离罗马，加入东正教会，更名为圣尤里。 
1989年，苏联当局承认乌克兰东仪天主教会，开始归还已夺走45年的教区。1990年8月12日，乌克兰人民运动党占领主教座堂。两天后，利沃夫州确认东仪天主教会收回圣乔治主教座堂的要求，在乌克兰独立初期一直为东仪天主教会的中心。1996年，该教堂开始修复，以纪念布列斯特联盟400周年。
2005年8月，乌克兰东仪天主教会大总主教移驻首都基辅，但是圣乔治主教座堂仍是乌克兰最重要的教堂之一，为利沃夫总教区座堂。

## 建筑

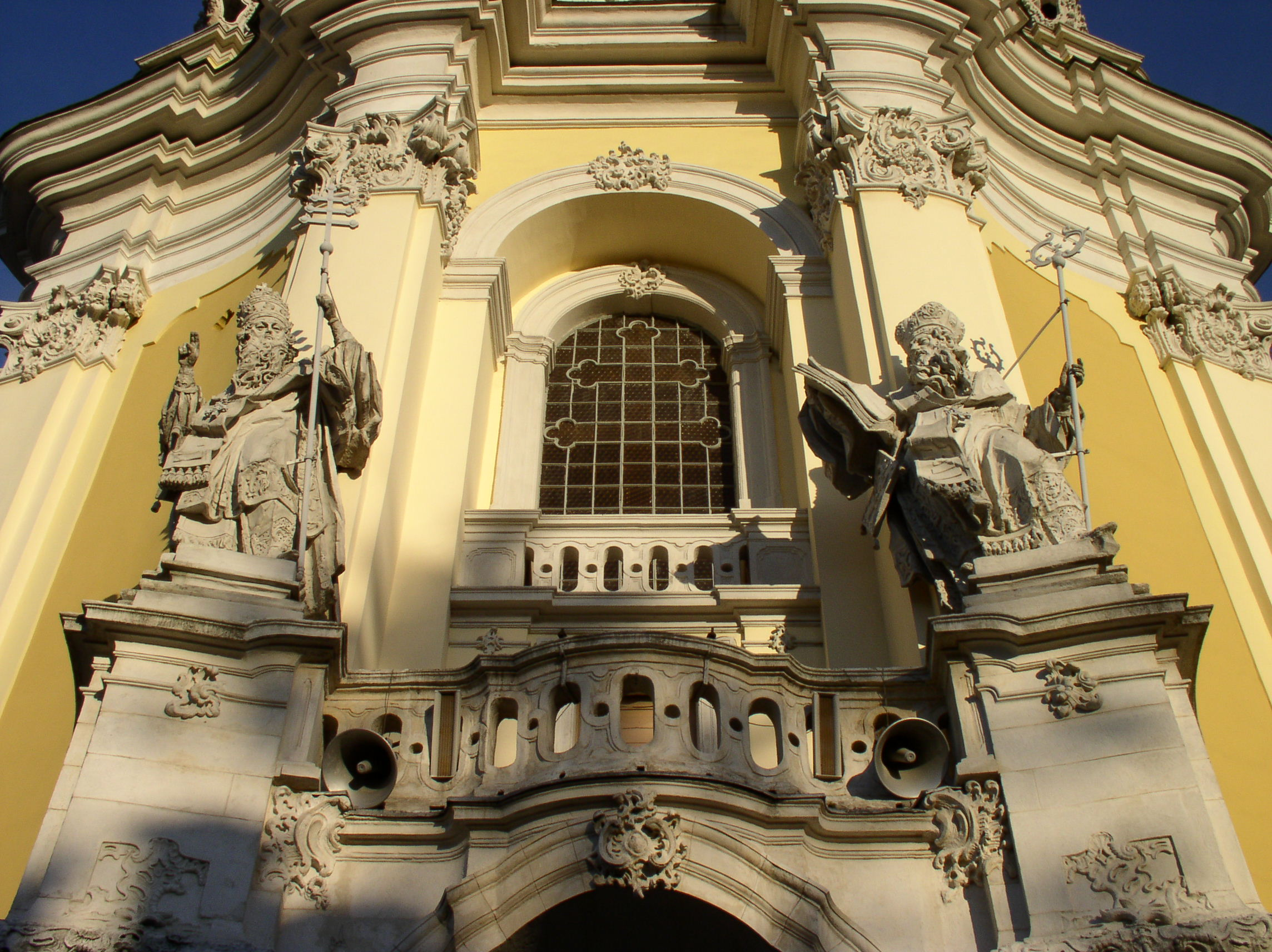
入口处的圣良和圣亚他那修

圣乔治主教座堂的建筑同时反映了西方影响和乌克兰传统。在大教堂的墓穴埋葬着乌克兰东仪天主教会的知名人士。  